# مارک فان ارسو
مارک فان ارسو (هلندی: Marc van Orsouw؛ زادهٔ ۱۲ آوریل ۱۹۶۴) دوچرخه‌سوار اهل هلند است.